# Melitaea aetherea
Melitaea aetherea är en fjärilsart som beskrevs av Eduard Friedrich Eversmann 1851. Melitaea aetherea ingår i släktet Melitaea och familjen praktfjärilar. Inga underarter finns listade i Catalogue of Life.